# Église Notre-Dame-de-l'Assomption de Villepinte
L'église Notre-Dame-de-l'Assomption, 24 rue de l'Eglise à Villepinte (Seine-Saint-Denis) est une église de Seine-Saint-Denis affectée au culte catholique,. Elle est dédiée à l'Assomption de Marie et dépend du diocèse de Saint-Denis.

## Histoire

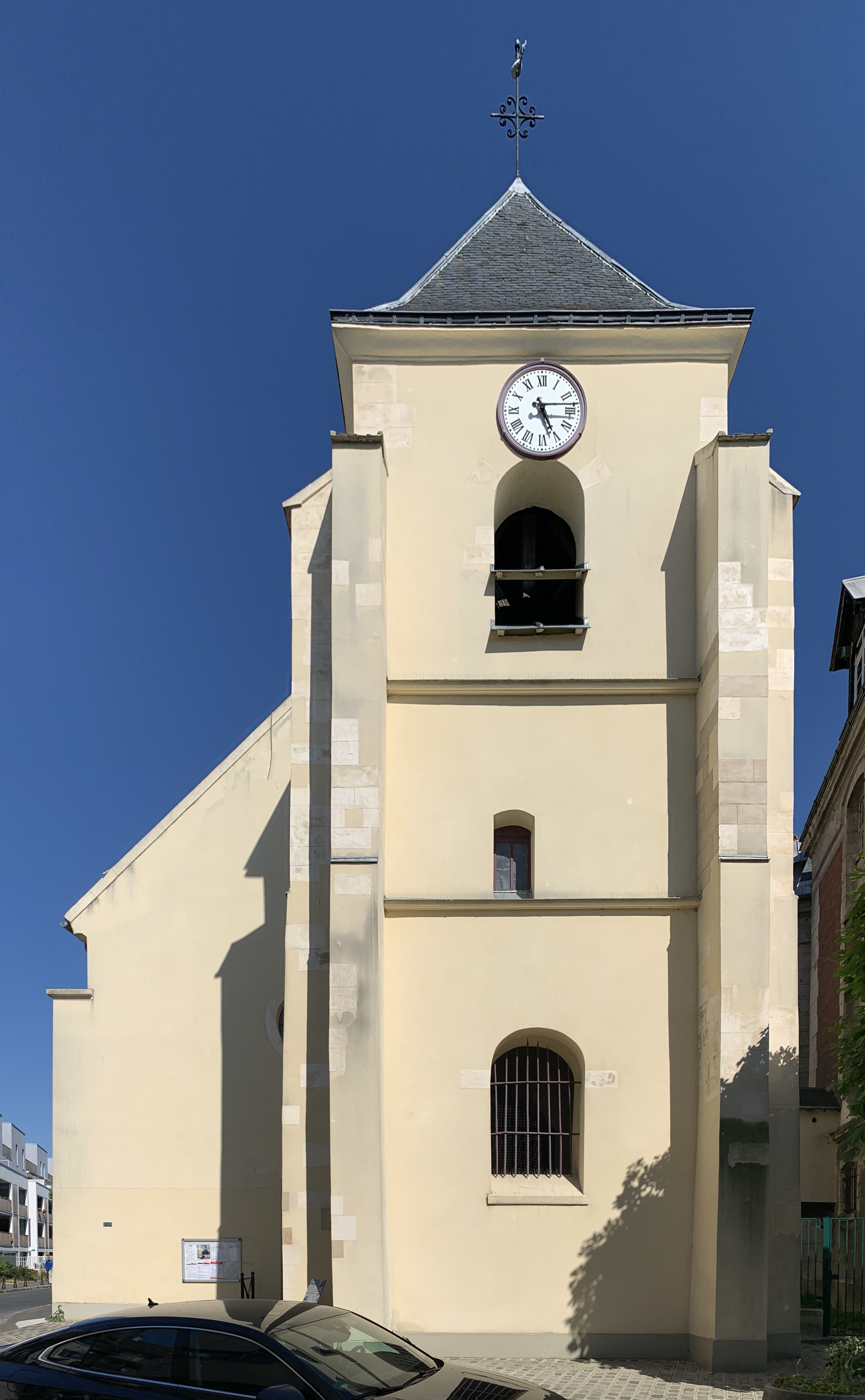
L'église en 2020.

Une chapelle de ce nom existait à cet endroit vers 1170. Le chœur actuel date du XVIe siècle et la nef de 1760. L’édifice est restauré en 1809 et la voûte reconstruite en plein cintre après son effondrement en 1849. Un couloir suspendu, le passage des châtelains, relie le château à l’église.

## Description
Le bâtiment comporte une tour-clocher percée d’abat-son. Des contreforts soutiennent l'ensemble de l'édifice.

## Paroisse
Le presbytère est parfois utilisé pour l'hébergement de personnes sans-abri.